# Zuzana Kocumová
Zuzana Kocumová (* 26. května 1979 Liberec) je česká komunální politička a bývalá reprezentantka v běhu na lyžích. V letech 2012 až 2014 působila jako statutární náměstkyně hejtmana Libereckého kraje, od roku 2006 zastupitelka města Liberce, mezi lety 2012 a 2020 zastupitelka Libereckého kraje. Závodí v překážkových bězích a působí jako televizní komentátorka.

## Život
Vystudovala bakalářský obor sportovní management na pedagogické fakultě Technické univerzity v Liberci. Pracovala jako projektová manažerka, později jako učitelka na liberecké střední odborné škole a gymnáziu Na Bojišti.
Do roku 2001 byla profesionální sportovkyní, později působila jako externí spolupracovnice České televize, pro kterou spolukomentovala závody v běhu na lyžích. Během lyžařského mistrovství světa v roce 2009 se dostala do konfliktu s redakcí sportu, neboť při komentování závodů odmítala přechylovat ženská jména. Kvůli tomu byla nejprve odvolána, následně byla nasazena na komentování mužských závodů. Ke komentování se vrátila opět v roce 2016.
Kocumová vykonávala i funkci předsedkyně představenstva městské společnosti Sportovní areál Ještěd. Dne 18. října 2011 byla z funkce odvolána kvůli nedodržení splátkového kalendáře. Kocumová ve svém odvolání vidí reakci na svou podporu bývalého primátora Jana Korytáře.

## Sportovní kariéra
Kocumová profesionálně závodila v letech 1996–2001. V sedmnácti letech nastoupila do české ženské reprezentace v běhu na lyžích. V roce 1998 se zúčastnila Zimních olympijských her v Naganu, kde ve štafetě finišovala na 6. místě, v individuálním závodě na 30 km volně skončila na 35. pozici, v kombinačním závodě na 5+10 km na 41. místě a v distanci na 5 km klasicky se umístila na 59. pozici. Roku 1999 se stala juniorskou mistryní světa a v anketě Sportovec roku byla vyhlášena nejlepším juniorem České republiky. Mezi juniorkami vybojovala bronzovou medaili na Mistrovství světa v běhu do vrchu a zlatou a stříbrnou pozici v kvadriatlonu. Na Zimní univerziádě ve Vysokých Tatrách téhož roku získala stříbrnou medaili v družstvech. Jejími nejlepšími výsledky ze seniorských mistrovství světa jsou dvě 23. místa (1997: 5 km + 10 km kombinovaný závod, 2001: 15 km), na MS startovala v letech 1997, 1999 a 2001. Ve světovém poháru dosáhla na 12. pozici ve sprintu (2000, Švýcarsko).
V roce 2001, ve 21 letech, ukončila svou profesionální kariéru kvůli genetické vadě imunity. Několik let nemohla sportovat vůbec, ale postupně se zlepšující zdraví jí umožnilo vrátit se opět do výkonnostního sportu.
Pravidelně startuje na Jizerské padesátce (v roce 2008 skončila čtvrtá, v roce 2009 třetí, v roce 2012 třináctá), účastnila se i Cyklo Jizerské padesátky, kde byla v roce 2008 první a v roce 2009 třetí. Získala titul Jizerská královna za nejlepší součet časů z lyžařského a cyklistického závodu. V létě 2009 před olympiádou ve Vancouveru se pokusila intenzivně trénovat a vrátit se k závodnímu běžkování, ovšem zdravotní stav jí to neumožnil.
Po návratu ke sportu na vrcholové úrovni se věnuje překážkovým běhům. První závod Spartan Race okusila v roce 2014, v roce 2015 se stala v Tatranské Lomnici mistryní Evropy a o měsíc později přidala i světový titul na mistrovství světa v americkém Lake Tahoe. Další tituly z mistrovství Evropy přidala i v roce 2016 v Edinburghu a 2017 v Grau Roig v Andoře. V roce 2016 zopakovala i první místo na mistrovství světa a stala se tak prvním sportovcem, který dokázal vyhrát dva roky po sobě. V roce 2017 na MS skončila na druhém místě.

## Politická kariéra
V roce 2006 se stala zastupitelkou města Liberec za politické hnutí Unie pro sport a zdraví. V komunálních volbách v roce 2010 post obhájila a navíc se stala náměstkyní primátora Liberce pro sport, dopravu a cestovní ruch. V dubnu 2011 podpořila primátora Jana Korytáře, kterého koalice odvolala, a v důsledku toho byla z postu náměstkyně odvolána i ona. Ač Kocumová nadále zůstávala v zastupitelském klubu Unie pro sport a zdraví, sympatizovala s Korytářovým uskupením Změna pro Liberec a v krajských volbách v roce 2012 byla za Změnu pro Liberecký kraj zvolena do zastupitelstva Libereckého kraje. V komunálních volbách v roce 2014 obhájila jako členka hnutí Změna post zastupitelky města Liberce na kandidátce subjektu Změna pro Liberec (tj. Změna a SZ). V rámci kandidátky získala vůbec nejvíce preferenčních hlasů. V listopadu 2014 byla zvolena neuvolněnou radní města.
Dne 27. listopadu 2012 byla zastupitelstvem Libereckého kraje zvolena statutární náměstkyní hejtmana, pověřenou vedením resortu zdravotnictví, tělovýchovy a sportu. Dne 25. listopadu 2014 byla odvolána z postu náměstkyně hejtmana Libereckého kraje, pro její odvolání hlasovalo 35 ze 44 přítomných zastupitelů. Mezi důvody měly patřit zásadní rozpory v důležitých otázkách fungování a rozvoje kraje a také špatná komunikace. Vzhledem k tomu, že její odvolání navrhl koaliční partner Starostové pro Liberecký kraj, tak se následně rozpadla krajská koalice.
Ve volbách do Poslanecké sněmovny PČR v roce 2013 kandidovala za hnutí Změna v Libereckém kraji, ale neuspěla. Ve volbách do Evropského parlamentu v roce 2014 podporovala jako členka hnutí Změna ze 4. místa kandidátku Strany zelených, ale ani v tomto případě neuspěla.
V krajských volbách v roce 2016 byla z pozice členky hnutí Změna lídryní společné kandidátky subjektu Změna pro Liberecký kraj (tj. hnutí Změna a Strana zelených) v Libereckém kraji. Mandát zastupitelky se jí podařilo obhájit.
Na konci roku 2017 však politické hnutí Změna opustila, jelikož nesouhlasila se způsobem politiky, kterou představoval předseda Jan Korytář. V komunálních volbách v roce 2018 kandidovala jako nestraník za hnutí Tak jo! (TJ.) na kandidátce subjektu Liberec otevřený lidem – LOL! (tj. hnutí Tak jo! a nezávislí kandidáti) do Zastupitelstva města Liberec a znovu post zastupitelky obhájila. Od prosince 2018 je místopředsedkyní výboru pro rozvoj a životní prostředí.
V krajských volbách v roce 2020 kandidovala na osmém místě kandidátky uskupení Pro KRAJinu, což byla koalice Strany zelených a Liberálně ekologické strany. Uskupení však ve volbách neuspělo a Kocumová se tak znovu zastupitelkou Libereckého kraje nestala.
Ve volbách do Poslanecké sněmovny PČR v říjnu 2021 kandidovala jako nestranička na 4. místě kandidátky Strany zelených v Libereckém kraji, ale nebyla zvolena.